# Faldilla antibarro

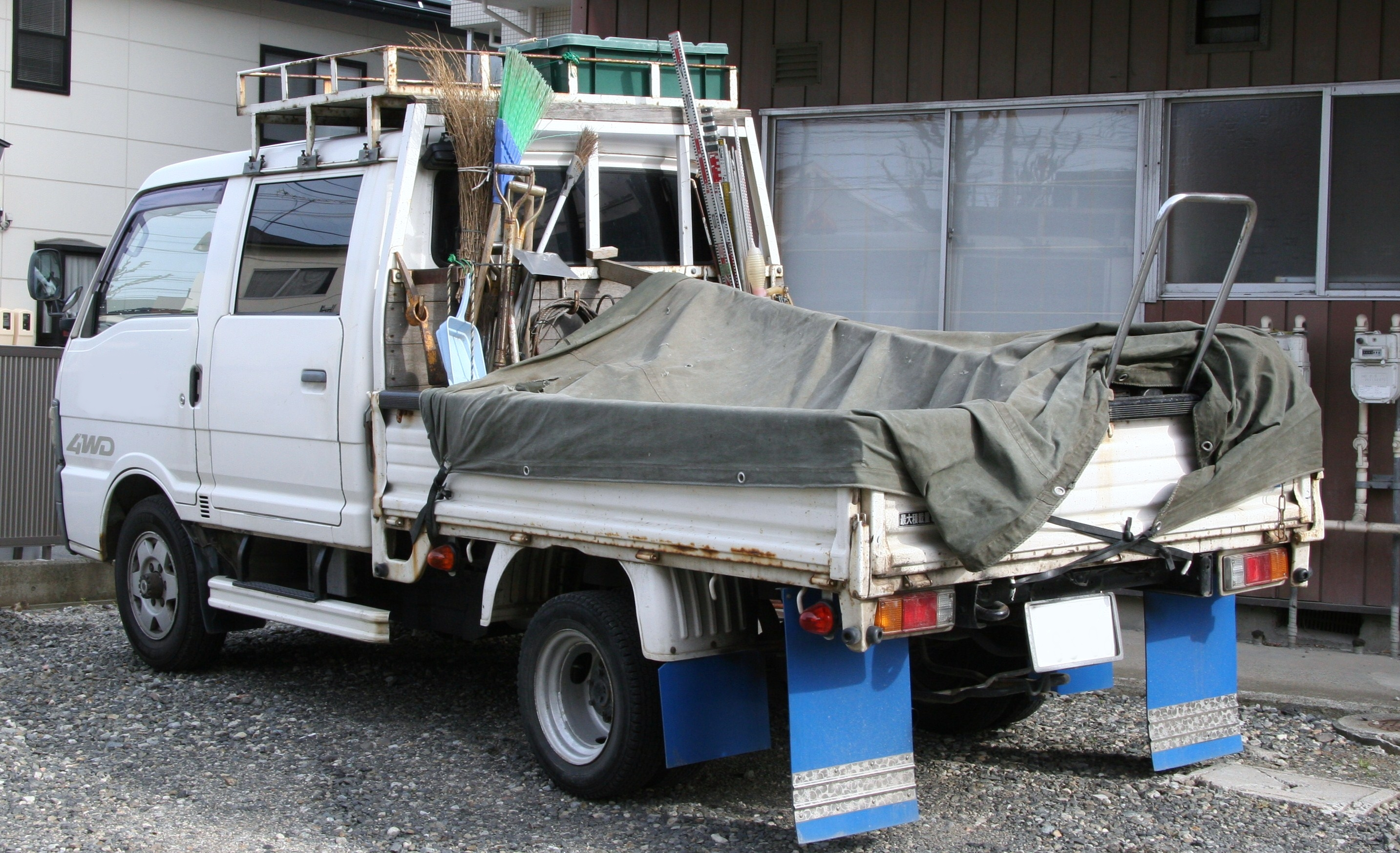
Camión con faldillas antibarro de color azul brillante colgadas tras las ruedas traseras y del parachoques

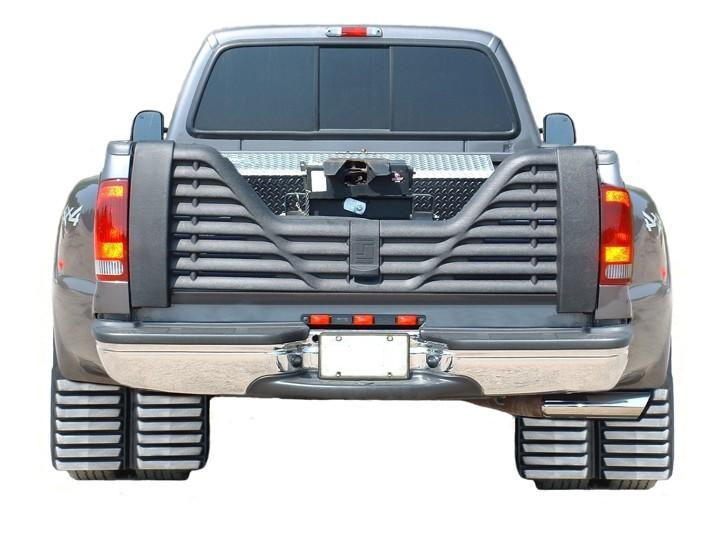
Camioneta doble con faldillas antibarro con rejilla

Las faldillas antibarro se usan en combinación con los guardabarros para proteger la carrocería de un vehículo, a los pasajeros (en el caso de vehículos abiertos), a otros vehículos y a los peatones; del barro y del agua proyectados por los neumáticos de un vehículo en marcha. Generalmente están fabricadas de un material flexible como la goma, que no se daña fácilmente por el impacto con los materiales proyectados, o por el roce con los bordillos o el pavimento de las carreteras.

## Características
Suelen ser grandes láminas rectangulares suspendidas detrás de las ruedas, o también pueden adoptar la forma de pequeños labios moldeados debajo de la parte trasera de los pasos de rueda de un vehículo. También pueden diseñarse aerodinámicamente, dándoles forma de rejilla para mejorar el flujo del aire y reducir su resistencia al avance del vehículo.Su instalación no suele ser difícil, pero puede ser muy sucia e incómoda. Unos cuantos pernos o tornillos fijan la parte superior del guardabarros al bastidor y el borde inferior queda sin fijar.
Los guardabarros se han convertido en un medio popular de autoexpresión. En muchos casos incluyen logotipos de empresas, publicidad u otros motivos decorativos, entre los que se puede citar un motivo popular en los Estados Unidos conocido como mudflap girl, la silueta de una chica sentada sobre el suelo. Las tiendas de suministros para automóviles ofrecen una amplia gama de personajes de dibujos animados, logotipos familiares y sentimientos cortos similares a las pegatinas para parachoques. Algunas empresas encargan incluso unas personalizadas con su nombre e información de contacto. 
En los Estados Unidos existen regulaciones para las faldillas antibarro que varían de un estado a otro.

## Aerodinámica
Las faldillas aerodinámicas están diseñadas con forma de rejilla para mejorar el flujo de aire, reducir la pulverización lateral y disminuir la resistencia al avance del vehículo, con el fin de mejorar la eficiencia en el consumo de carburante.
La tecnología de las supercomputadoras aplicada al problema de la resistencia aerodinámica de los camiones articulados ha contribuido a validar estas mejoras aerodinámicas. Las faldillas sin orificios tradicionales de los camiones pueden aumentar la resistencia, y un estudio realizado por la Universidad de Tennessee demostró que las faldillas configuradas a base de listones pueden reducir la resistencia en más del 8 por ciento, haciendo que el coeficiente de arrastre del camión sea comparable al caso de no llevar instaladas las faldillas.
Otra ventaja de los diseños perforados es su mayor capacidad de dispersar el calor generado en los pasos de rueda. El flujo de aire mejorado permite la liberación rápida del agua y el aire recirculados del guardabarros, mientras mejora el rendimiento al enfriar los neumáticos y los frenos.